# Naukograd
Naukograd (in russo наукогра́д?, letteralmente: città della scienza), è un termine formale per le città con alte concentrazioni di strutture di ricerca e sviluppo in Russia e Unione Sovietica, alcune costruite appositamente da quest'ultima per codesti scopi. Alcune delle città erano segrete e facevano parte di un più ampio sistema di città chiuse nell'URSS, molte costruite dai lavori forzati del Gulag sovietico. Nella Federazione Russa in epoca post-sovietica, il termine è usato generalmente per una settantina di città che hanno concentrazioni di ricerca e produzione scientifica e, nello specifico, si riferisce a un piccolo numero di città che sono state riconosciute per le loro capacità scientifiche e quindi hanno ottenuto speciali privilegi.
Dei naukograd più generali, una trentina si trovano nell'Oblast' di Mosca e il resto principalmente nelle regioni del Volga, degli Urali e della Siberia. Pochi sono ora "chiusi" — ci sono solo dieci città nucleari chiuse dove viene ancora svolto il lavoro militare nucleare della Russia. Alcuni hanno ancora collegamenti militari, come Frjazino, dove vengono sviluppati dispositivi radio ed elettronici avanzati, ma la maggior parte ora si sta concentrando sul lavoro civile attraverso dei fondi di aiuto occidentali. Alcuni naukograd sono gestiti dall'Accademia delle scienze russa, tra cui Puščino, un centro di scienze biologiche, e Černogolovka, un centro di fisica e chimica. Zelenograd (città e distretto amministrativo di Mosca situata a quaranta chilometri dal centro cittadino) è il centro russo per la ricerca, l'istruzione e la produzione nel settore dell'elettronica.
La prima città ad essere ufficialmente nominata "naukograd" nel 2000 è stata Obninsk, una città con molti materiali nucleari e altri materiali speciali, strutture di ricerca meteorologica e medica. Ne seguirono subito altri tre: Dubna, un centro internazionale di ricerca nucleare; Korolëv, dove si trovano molte strutture di ricerca spaziale; e Kol'covo, vicino ad Akademgorodok, originariamente sede del centro di guerra biologica VECTOR, ma ora centro di ricerca medica e farmaceutica. Poco dopo, nel dicembre 2003, anche Reutov e Frjazino hanno ottenuto lo status di naukograd.